# Nederlands landskampioenschap 1904-1905
Il campionato era formato da diciotto squadre e il HVV Den Haag vinse il titolo.

## Est
|   | Club            | G  | V | N | P | GF | GS | Punti | DR  |                            |
| - | --------------- | -- | - | - | - | -- | -- | ----- | --- | -------------------------- |
| 1 | PW              | 10 | 8 | 0 | 2 | 44 | 15 | 16    | +29 | Qualificata per la finale. |
| 2 | Vitesse         | 10 | 6 | 3 | 1 | 36 | 19 | 15    | +17 |                            |
| 3 | Quick Nijmegen  | 10 | 4 | 2 | 4 | 26 | 26 | 10    | 0   |                            |
| 4 | Koninklijke UD  | 10 | 3 | 1 | 6 | 24 | 30 | 7     | -6  |                            |
| 5 | RKVV Wilhelmina | 10 | 3 | 1 | 6 | 23 | 41 | 7     | -18 |                            |
| 6 | GVC Wageningen  | 10 | 2 | 1 | 7 | 16 | 38 | 5     | -22 |                            |

G = Partite giocate; V = Vittorie; N = Nulle/Pareggi; P = Perse; GF = Goal fatti; GS = Goal subiti; DR = Differenza reti, PT = Punti

## Ovest
|    | Club                     | G  | V  | N | P  | GF | GS  | Punti | DR  |                                          |
| -- | ------------------------ | -- | -- | - | -- | -- | --- | ----- | --- | ---------------------------------------- |
| 1  | HVV Den Haag             | 22 | 12 | 6 | 4  | 61 | 32  | 30    | +29 | Qualificata per la finale.               |
| 2  | DFC                      | 22 | 12 | 6 | 4  | 62 | 39  | 30    | +23 |                                          |
| 3  | Koninklijke HFC          | 22 | 12 | 1 | 9  | 64 | 45  | 25    | +19 |                                          |
| 4  | CVV Velocitas            | 22 | 10 | 4 | 8  | 72 | 61  | 24    | +11 |                                          |
| 5  | Sparta Rotterdam         | 22 | 10 | 4 | 8  | 46 | 44  | 24    | +2  |                                          |
| 6  | Ajax Sportman Combinatie | 22 | 10 | 3 | 9  | 59 | 53  | 23    | +6  |                                          |
| 7  | Hercules                 | 22 | 10 | 3 | 9  | 52 | 47  | 23    | +5  |                                          |
| 8  | HFC Haarlem              | 22 | 10 | 2 | 10 | 73 | 54  | 22    | +19 |                                          |
| 9  | HBS Craeyenhout          | 22 | 9  | 4 | 9  | 63 | 51  | 22    | -8  |                                          |
| 10 | HC & CV Quick            | 22 | 8  | 6 | 8  | 53 | 46  | 22    | -7  |                                          |
| 11 | RAP Amsterdam            | 22 | 4  | 3 | 15 | 35 | 82  | 11    | -47 | Non partecipante la stagione successiva. |
| 12 | Rapiditas Rotterdam      | 22 | 3  | 2 | 17 | 30 | 116 | 8     | -86 | Non partecipante la stagione successiva. |

G = Partite giocate; V = Vittorie; N = Nulle/Pareggi; P = Perse; GF = Goal fatti; GS = Goal subiti; DR = Differenza reti, PT = Punti

## Finale per il titolo
| Squadra 1    | Totale | Squadra 2 | Andata | Ritorno |
| ------------ | ------ | --------- | ------ | ------- |
| HVV Den Haag | 8-3    | PW        | 4-1    | 4-2     |

Il HVV Den Haag vince il titolo.